# موزه تخصصی خاتم شیراز
موزه تخصصی خاتم شیراز دربافت تاریخی شیراز با هدف حفظ و معرفی هنر خاتم‌سازی شیراز افتتاح شد. این خانه با استفاده از هنر استادکاران شیرازی و بهره‌گیری از هشت هنر اصیل شیراز و به سبک قاجاری بازسازی شده است. خانه‌ای که متعلق به دوران پهلوی بود، با استفاده از این هنرهای اصیل، به سبکی بسیار زیبا بازسازی شده است. ساخت بنا با استفاده از هشت هنر اصلی دوره صفوی کاشی‌کاری، خاتم‌کاری شیراز، معرق‌کاری، مقرنس‌کاری، حجاری، چلنگری و گچ‌بری و گره چینی به انجام رسیده است.
استفاده از مواد باکیفیت، چوب‌های خاص و استخوان‌های طبیعی، همراه با روش‌های پرداخت منحصربه‌فرد هنرمندان شیرازی، موجب تمایز آن از سایر نمونه‌های خاتم در شهرهای دیگر ایران شده است.
در این موزه حدود ۴۰۰ اثر خاتم وجود دارد. موزه تخصصی خاتم به‌دلیل فضای محدود فعلاً بازدید عمومی ندارد. این خانه به‌عنوان یک خانه تخصصی برای بازدید هنرمندان و هنرجویان این رشته در نظر گرفته شده است. آن‌ها می‌توانند با هماهنگی قبلی برای بازدید از آثار و مشاهده نمونه‌های خاتم اصیل شیراز به این خانه مراجعه کنند.
موزه تخصصی خاتم شیراز به همت حمید اطمینان، از هنرمندان برجسته خاتم‌کار، تأسیس شده است.

## معماری
این خانه با استفاده از هنر استادکاران شیرازی و بهره‌گیری از هشت هنر اصیل شیراز و به سبک قاجاری بازسازی شده است. خانه‌ای که متعلق به دوران پهلوی بود، با استفاده از این هنرهای اصیل، به سبکی بسیار زیبا بازسازی شده است. ساخت بنا با استفاده از هشت هنر اصلی دوره صفوی کاشی‌کاری، خاتم‌کاری شیراز، معرق‌کاری، مقرنس‌کاری، حجاری، چلنگری و گچ‌بری و گره چینی به انجام رسیده است.

## آثار
قدمت هنر خاتم شیراز به بیش از ۱۰ قرن قبل می‌رسد و منبر خاتم کاری مسجد جامع عتیق قدمتی بیش از هزار سال دارد که شاهد این ادعا است. علت برتری خاتم‌های شیراز تفاوت در مراحل انجام کار است، اوج این هنر نیز به دوران صفوی بازمی‌گردد.
در این موزه ابزار آلات قدیمی، محصولات خاتم، عکس‌های قدیمی مربوط به استاد کاران و هنرمندان و دست‌سازهای آنها در معرض دید عموم قرار می‌گیرد. در این موزه حدود ۴۰۰ اثر خاتم وجود دارد.